# Svensktoppen
Svensktoppen är en hitlista i Sveriges Radio som sändes första gången 1962 och där grundregeln är att låtar skrivna eller framförda av en svensk artist kan tävla. Den har genom åren dominerats av dansbandsmusik, "schlager", visor och lättare pop och rock. Programmet lades ner i juni 1982, men återkom den 13 oktober 1985. Carolina Norén är programledare sedan den 26 augusti 2007, då hon efterträdde Annika Jankell.

## Historia

### Den första tiden
Föregångaren till Svensktoppen var De tio, som startades av piratradiostationen Radio Nord den 12 november 1961 efter ett förslag från några grammofonhandlare som besökte stationen. Radio Nord hade då redan ett topplisteprogram, Topp 20 för aktuella pop/rock-hits, och De tio-listan fick ett liknande upplägg men endast för svenskspråkig sång. Även denna blev en stor framgång för stationen. Efter nedläggningen av Radio Nord togs programidén över av Sveriges Radio, där Svensktoppen började som ett inslag i programmet Svensklördag i Sveriges Radio P1 den 13 oktober 1962. Den gången befann man sig i Svärtinge Folkets hus i Östergötland och med hjälp av mentometerknappar fick publiken rösta. Den första svensktoppsettan blev "Midnattstango" med Lasse Lönndahl. Redan den 10 november 1962 blev Svensktoppen ett fristående program.
Svensktoppen har under åren haft många kritiker. Aftonbladets nöjesreporter Jan Andersson kallade i början av 1970-talet programmet för musikalisk nedskräpning och anmälde det till radionämnden. Under 1970-talet fick programmet också kritik för att, trots namnet, sånger skrivna och sjungna av medborgare i andra stater än Sverige fick vara med. Programmet kritiserades också för att bara gå ut på att marknadsföra de stora skivbolagens senaste artister.

### Nya regler gör att dansbandsmusiken tar över
1974 infördes en regel som sade att låtarna fick ligga på listan i högst tio veckor. År 1974 infördes även bestämmelsen att både text och musik måste ha skrivits av svenska medborgare. Översättningar av icke-svenska originallåtar var alltså inte längre tillåtna, däremot behöver inte den framförande artisten vara svensk. Denna regel ändrades i mitten av 1978, då man åter igen tillät utländska låtar i svensk översättning. Däremot skulle minst hälften av melodierna som testades ha svenska upphovsmän.
I början av 1980-talet provades olika idéer för att förnya programmet. En säsong gjorde man ett försök med att listan skulle röstas fram via vykort, vilket dock blev mindre populärt då listan helt plötsligt dominerades av pop.
Den 13 juni 1982 lades programmet ned men återkom den 13 oktober 1985. Däremellan sändes något som hette Skivstafetten där programledaren varje vecka besökte en familj, som då fick rösta fram den aktuella listan med fem låtar och fem utmanare. Detta program lades ned under första halvan av 1984.
När Svensktoppen åter startades den 13 oktober 1985 fick man återigen ligga hur många veckor som helst på listan, men från och med detta år måste både text och musik ha skrivits av en svensk medborgare. Något som däremot blev nytt från och med detta år var att sånger med religiös anknytning och instrumentala melodier fick lov att vara med, vilket gjorde att exempelvis Lars Roos, Åsa Jinder och Roland Cedermark kunde testas.
Från och med 1993 ersatte man juryn genom att inbjuda lyssnarna att rösta på melodierna via vykort (senare telefonröstning); och detta i samband med att programmet flyttades över från Sveriges Radio P3 till Sveriges Radio P4. Programmets sändningstid flyttades nu även från söndag morgon till lördag morgon. 1993 års ändring av röstsystemet innebar att listan blev mer statisk och att dansband och dansbandssångare snart kom att dominera listan kraftigt. Övrig musik testades men hade från mitten av 1990-talet oftast stora svårigheter att komma in, även om artisten eller gruppen i sig var starkt etablerad, med undantag för populära sånger från Melodifestivalen och i viss mån även till exempel Gyllene Tider,  Magnus Uggla,  Niklas Strömstedt, Sanna Nielsen och Nanne Grönvall som hade vissa framgångar.
I november 1999 beslutades att från 1 januari år 2000 ändra inriktning, och göra programmet "popigare" .

### Språkkravet avvecklas
I den svenska Melodifestivalen 2002 avskaffades kraven på sång på svenska, och ersattes av sång på valfritt språk. Det medförde att flera Melodifestivalbidrag från 2002 inte kunde testas på Svensktoppen, till exempel segrande "Never Let It Go" av Afro-dite, om de inte hade sjungits in med text på svenska.
I januari 2003 ändrades listans regler. Man fick nu för första gången sjunga på valfritt språk förutsatt att texten var skriven av en svensk medborgare, och att den var i original (både musik och text). Jurysystemet återkom och listan blev åter mer musikaliskt blandad. Programmets sändningstid flyttades tillbaka till söndag morgon.
Den 12 januari 2003 spelades bara 15 utmanare upp. Med 2003 års regeländringar började dansbandsmusiken avta, först sakta men säkert, men ganska snart började det gå mycket fort. Dock händer det fortfarande ibland att dansband dyker upp på listan, och ligger några veckor där. Numera släpps dock bara ett fåtal dansbandslåtar fram till test.
Istället har främst Benny Anderssons Orkester skördat stora framgångar efter 2003, vilket man dock gjort i mindre omfattning ända sedan 2001. Andra som haft framgångar är the Ark, BWO och Sahara Hotnights, vilka alla representerar musik som historiskt sett i första hand inte förknippats med Svensktoppen. Bidrag från Melodifestivalen har också lyckats bra även i fortsättningen. Framgångar har också nåtts av deltagare från Idol.
2003 års regeländringar har mötts av blandade reaktioner. Vissa menar att programmet blivit mer musikaliskt blandat, jämfört med dansbandsåren. Andra menar att musiken påminner för mycket om den på reklamradiostationer som Mix Megapol, Radio Match och Rix FM.
Från och med 2003 års regeländringar blev rekorden även längre. Den 4 oktober 2009 minskades antalet utmanare från fem till tre, för att ge varje utmanare mer utrymme.
Hösten 2014 ändrades regelverket så att låtar inte längre behövde vara både skrivna och framförda av en svensk artist, vilket gällt sedan 1984. Det räckte att artisten var svensk, och först ut blev Lalehs version av Anne Linnets Tusen bitar. Enstaka undantag gjordes även innan, vilka förklarats med misstag. År 2013 låg Timo Räisänen på listan med Lyckliga gatan, som har italienska upphovsmän men med svensk text av Brita Lindeborg och låg på Svensktoppen på 1960-talet.

### Tidsbegränsning införs igen
I programmet 17 januari 2016 meddelades att tidsbegränsning återinförs för första gången sedan återstarten 13 oktober 1985. Gränsen sattes till ett år, 52 veckor. En omröstning bland lyssnarna året tidigare hade gett resultatet att man ville att bidrag skulle få ligga obegränsad tid. Eftersom de andra två alternativen hade majoritet för att begränsa listtiden, beslöt man att ompröva beslutet efter ett år. Motiveringen till ändringen är att "...Svensktoppen vill spegla aktuell svensk musik och kunna främja att ny musik i större utsträckning ges möjlighet att komma in på listan – att lyfta fram ny musik är en viktig del av Sveriges Radios uppdrag".
I och med beslutet föll fyra långliggare automatiskt ut. "Strövtåg i hembygden" med Mando Diao som legat 167 veckor, "Jag och min far" med Magnus Uggla, 161 veckor, "My Silver Lining" med First Aid Kit, 86 veckor samt "Tusen Bitar" med Laleh efter 69 veckor. För att återfylla listan fanns det sex utmanare istället för det normala tre.

### Röstningen avskaffas
Sedan 14 april 2019 baseras Svensktoppen på de populäraste låtarna som streamats, nedladdats och lyssnats mest i samtliga Sveriges radiostationer. I samband med det ersattes "utmanarna" med "bubblare" (låtar som placerat sig precis utanför listan) och det är nu möjligt att en låt återkommer efter att ha åkt ur listan. Tidsbegränsningen togs också bort.
Listan som presenterades 2 april 2022 var den första någonsin som enbart bestod av låtar som kom från innevarande års melodifestival.

## Produktion

### Programledare
Svensktoppen har haft ett stort antal programledare genom åren. Utöver Carolina Norén har endast två arbetat en längre tid: Ulf Elfving och Kent Finell. Den senare verkade i flera perioder.

### Signatur
Svensktoppens signaturmelodi var från början "Det kommer en vår" av Jules Sylvain med arrangemang Mats Olsson och hans orkester. Under 1980-talet byttes den ut mot "Fi-Gu-La" med Coste Apetrea, en fri tolkning av "Det kommer en vår". År 2001 gick man tillbaka till den gamla signaturen igen.

### Röstning (2003–2014)
Från den 12 januari 2003 och fram till våren 2014 röstades listan fram av en jury, bestående av 5000 slumpvis utvalda svenska medborgare mellan 16 och 79 år, från hela landet. En jurymedlem fick endast rösta under fyra veckor, och varje vecka byttes 1250 av dem ut mot lika många nya. Medlemmarna fick ett röstkort hemskickat med posten, med en personlig röstkod och instruktioner om hur man röstar. Röstningen skedde via telefon eller internet, där jurymedlemmarna väljer ut sina tre favoritlåtar i rätt ordning.
På Svensktoppen, den 27 januari 2008 intervjuades den ansvarige för röstningssystemet, Claes Falk, som redovisade att de som vanligast utnyttjar sin rösträtt är kvinnor hellre än män, folk från landsorten hellre än från storstäder, och vanligast ur ålderskategorin 25-64 år.
2014 presenterades statistik där det framgick att det var 5000 svenskar som varje vecka erbjöds möjligheten att rösta, men i bästa fall var det endast omkring 1000 personer som svarade.

### Röstning 2014-2016
Våren 2014 reformerades röstsystemet. Enligt den då gällande modellen deltog varje vecka 500 personer med ålders- och riksrepresentativ fördelning. De 500 personerna, som varje vecka var nya personer, hämtas ur en Internetpanel och röstningen genomförs via Internet.

### P4 nästa
Sedan 2008 arrangerar Sveriges Radio P4 årligen den rikstäckande talangjakten P4 nästa (2008-2017 Svensktoppen Nästa), där vem som helst kan sända in sina egna svenska melodier till att kunna delta i en regional musiktävling vid var och en av de 25 lokala P4-stationerna. Vinnarna tävlar sedan på sensommaren i finalen på Liseberg i Göteborg, där vinnaren bland annat går vidare till Svensktoppen.

### Utmanarna
I Svensktoppen den 3 februari 2008 avslöjade producent L.G. Alsenius hur utmanarmelodierna till listan väljs ut.
Utmanarna väljs ut baserat på hur mycket de spelats i Sveriges Radio P4, hög placering på Trackslistan i Sveriges Radio P3, och hög placering för tillhörande album på den svenska albumförsäljningslistan.

## Årets svensktoppsmelodier
En sammanställning av de melodier som toppat listan över årets svensktoppsmelodier. Under respektive årtal finns hela topp 15-listan för året.
| År   | Titel                                            | Artist                                      |
| ---- | ------------------------------------------------ | ------------------------------------------- |
| 1962 | Regniga natt                                     | Anna-Lena Löfgren                           |
| 1963 | Spel-Olles gånglåt                               | Trio me' Bumba                              |
| 1964 | Trettifyran                                      | Per Myrberg                                 |
| 1965 | Mest av allt                                     | Gunnar Wiklund                              |
| 1966 | En sommardröm                                    | Östen Warnerbring                           |
| 1967 | En sång en gång för längesen                     | Jan Malmsjö                                 |
| 1968 | Vi ska gå hand i hand                            | Gunnar Wiklund                              |
| 1969 | Man ska leva för varandra                        | Trio me' Bumba                              |
| 1970 | En enkel sång om frihet                          | Lasse Berghagen                             |
| 1971 | Är det konstigt att man längtar bort nån gång    | Lena Andersson                              |
| 1972 | Änglamark                                        | Sven-Bertil Taube                           |
| 1973 | Omkring tiggarn från Luossa                      | Hootenanny Singers                          |
| 1974 | Waterloo                                         | Abba                                        |
| 1975 | Du gav bara löften                               | Vikingarna                                  |
| 1976 | Fernando                                         | Anni-Frid Lyngstad                          |
| 1977 | Roslagens vind                                   | Kjell Hansson                               |
| 1978 | Låt inte din skugga falla här                    | Ann-Louise Hanson                           |
| 1979 | Djingis Khan                                     | Vikingarna                                  |
| 1980 | Sången skall klinga                              | Kikki Danielsson                            |
| 1981 | Santa Maria                                      | Sten & Stanley/Sten Nilsson                 |
| 1982 | Dag efter dag                                    | Chips                                       |
| 1985 | Svindlande affärer                               | Pernilla Wahlgren                           |
| 1986 | Dover-Calais                                     | Style                                       |
| 1987 | Som stormen river öppet hav                      | Susanne Alfvengren & Mikael Rickfors        |
| 1988 | Allt som jag känner                              | Tommy Nilsson & Tone Norum                  |
| 1989 | De sista ljuva åren                              | Lasse Stefanz & Christina Lindberg          |
| 1990 | Hon har blommor i sitt hår                       | Anders Glenmark                             |
| 1991 | Vem får följa dig hem?                           | Shanes                                      |
| 1992 | Två mörka ögon                                   | Sven-Ingvars                                |
| 1993 | We Are All the Winners                           | Nick Borgens orkester                       |
| 1994 | Öppna din dörr                                   | Tommy Nilsson                               |
| 1995 | Se på mig                                        | Jan Johansen                                |
| 1996 | Till min kära                                    | Streaplers                                  |
| 1997 | Guldet blev till sand                            | Peter Jöback                                |
| 1998 | Guldet blev till sand                            | Peter Jöback                                |
| 1999 | Farväl till släkt och vänner                     | Björn Afzelius                              |
| 2000 | Här kommer kärleken                              | Idolerna                                    |
| 2001 | Av längtan till dig                              | Åsa Jinder & CajsaStina Åkerström           |
| 2002 | Kom och ta mig                                   | Brandsta City Släckers                      |
| 2003 | Här kommer alla känslorna (på en och samma gång) | Per Gessle                                  |
| 2004 | Håll mitt hjärta                                 | Björn Skifs                                 |
| 2005 | Du är min man                                    | Benny Anderssons Orkester med Helen Sjöholm |
| 2006 | Du är min man                                    | Benny Anderssons Orkester med Helen Sjöholm |
| 2007 | För att du finns                                 | Sonja Aldén                                 |
| 2008 | Empty Room                                       | Sanna Nielsen                               |
| 2009 | Om du lämnade mig nu                             | Lars Winnerbäck & Miss Li                   |
| 2010 | I Did It for Love                                | Jessica Andersson                           |
| 2011 | I Did It for Love                                | Jessica Andersson                           |
| 2012 | Some Die Young                                   | Laleh                                       |
| 2013 | Strövtåg i hembygden                             | Mando Diao                                  |
| 2014 | Strövtåg i hembygden                             | Mando Diao                                  |
| 2015 | Strövtåg i hembygden                             | Mando Diao                                  |
| 2016 | Ett sista glas                                   | Miriam Bryant                               |
| 2017 | Hold on                                          | Nano                                        |
| 2018 | Fireworks                                        | First Aid Kit                               |
| 2019 | Tillfälligheter                                  | Veronica Maggio                             |
| 2020 | Svag                                             | Victor Leksell                              |
| 2021 | Tystnar i luren                                  | Miriam Bryant & Victor Leksell              |
| 2022 | X                                                | Miss Li                                     |
| 2023 | Tattoo                                           | Loreen                                      |
| 2024 | Misstag                                          | Miss Li                                     |

## Rekord
1. Den melodi som legat längst på Svensktoppen genom tiderna är "Du är min man" med Benny Anderssons Orkester & Helen Sjöholm, som gick in på listan den 11 juli 2004[21] för att sedan ligga där i nästan fem och ett halvt år, totalt 278 veckor,[21] innan låten lämnade listan den 8 november 2009.
2. "Strövtåg i hembygden" är den melodi som har fått flest sammanlagda förstaplatsveckor genom tiderna med hela 86 veckor. "Du är min man" är dock den melodi som legat på första plats flest veckor i följd på 38 veckor.
3. Du är min man, Håll mitt hjärta, Guldet blev till sand, Till min kära, Två mörka ögon, De sista ljuva åren och Omkring tiggarn från Luossa har alla under en period varit den melodi som legat längst på listan genom tiderna.
4. I Did It for Love är den låt från Melodifestivalen som legat längst på listan.

Åren 1974–1982 fick en melodi ligga max tio veckor på Svensktoppen.
Från 2016 återinfördes en tidsbegränsning, nu på max 52 veckor.
Uppdaterad 20 november 2017
| Nr  | Titel                         | Artist                                      | Tid på listan | År        |
| --- | ----------------------------- | ------------------------------------------- | ------------- | --------- |
| 1.  | "Du är min man"               | Benny Anderssons orkester med Helen Sjöholm | 278 veckor    | 2004–2009 |
| 2.  | "Om du lämnade mig nu"        | Lars Winnerbäck & Miss Li                   | 239 veckor    | 2007–2012 |
| 3.  | "Strövtåg i hembygden"        | Mando Diao                                  | 167 veckor    | 2012–2016 |
| 4.  | "Jag och min far"             | Magnus Uggla                                | 161 veckor    | 2012–2016 |
| 5.  | "Håll mitt hjärta"            | Björn Skifs                                 | 142 veckor    | 2003–2006 |
| 6.  | "Guldet blev till sand"       | Peter Jöback                                | 110 veckor    | 1997–1999 |
| 7.  | "I Did It for Love"           | Jessica Andersson                           | 97 veckor     | 2010–2012 |
| 8.  | "My Silver Lining"            | First Aid Kit                               | 86 veckor     | 2014–2016 |
| 9.  | "En dag i sänder"             | Benny Anderssons orkester med Helen Sjöholm | 79 veckor     | 2011–2013 |
| 10. | "Till min kära"               | Streaplers                                  | 73 veckor     | 1995–1997 |
| 11. | "Två mörka ögon"              | Sven-Ingvars                                | 71 veckor     | 1991–1993 |
| 12. | "Händerna mot himlen"         | Petra Marklund                              | 69 veckor     | 2012–2014 |
| 13. | "Gabriellas sång"             | Helen Sjöholm & Stefan Nilsson              | 68 veckor     | 2004–2006 |
| 14. | "Tusen bitar"                 | Laleh                                       | 69 veckor     | 2014–2016 |
| 15. | "De sista ljuva åren"         | Lasse Stefanz & Christina Lindberg          | 65 veckor     | 1989–1990 |
| 16. | "Hey Brother"                 | Avicii                                      | 64 veckor     | 2014–2015 |
| 17. | "Curly Sue"                   | Takida                                      | 54 veckor     | 2008–2009 |
| 18. | "Omkring tiggarn från Luossa" | Hootenanny Singers                          | 52 veckor     | 1972–1973 |
| 18. | "Världen är din"              | Magnus Uggla                                | 52 veckor     | 2016–2017 |
| 20. | "Happyland"                   | Amanda Jenssen                              | 51 veckor     | 2009–2010 |

De som haft flest låtar på listan är Sten & Stanley/Sten Nilsson, som har varit med 61 gånger. Ann-Louise Hanson är den soloartist/kvinnliga artist som haft flest låtar på Svensktoppen (42 alternativt 44 stycken), bland annat "Gammaldags musik", "Min luftballong" och "Låt inte din skugga falla här". Andra artister som haft många låtar på Svensktoppen är Sven-Ingvars, Siw Malmkvist, Hootenanny Singers, Östen Warnerbring, Anita Lindblom, Lill-Babs, Magnus Uggla  och Lasse Berghagen.
Miriam Bryant blev februari 2016 historisk när hon inte bara gick in med sin tredje låt på listan, utan även lade beslag på hela Topp 3.
Darin fick 2016 Svensktoppens första guldettåring med sin låt "Ta mig tillbaka" och har sammanlagt haft fyra låtar som nått förstaplatsen på listan.  
Den yngsta artist som någonsin varit med är Anita Hegerland som låg på listan som nioåring med "Mitt sommarlov" ("La golondrina") 1970. Äldst på Svensktoppen är Julia Cæsar som vid 82 års ålder kom in med revyvisan "Annie från Amörka" 1967.